# Siegfried Vogel
Siegfried Vogel, né le 6 mars 1937 à Chemnitz, est une basse allemande de réputation internationale.

## Biographie
Il commence sa carrière lyrique en 1959.